# فرانك هيرمان سكوفيلد
فرانك هيرمان سكوفيلد (بالإنجليزية: Frank Herman Schofield)‏ هو ضابط أمريكي، ولد في 4 يناير 1869 في جوراليسم في الولايات المتحدة، وتوفي في 21 مارس 1942 في بيثيسدا في الولايات المتحدة.